# Alexis Arquette
Alexis Arquette (Los Angeles, 28 luglio 1969 – Los Angeles, 11 settembre 2016) è stata un'attrice statunitense, transgender, figlia dell'attore Lewis e dell'attrice Brenda (Mardi) Denaut. Sorella di Rosanna, Richmond, Patricia e David Arquette.

## Biografia

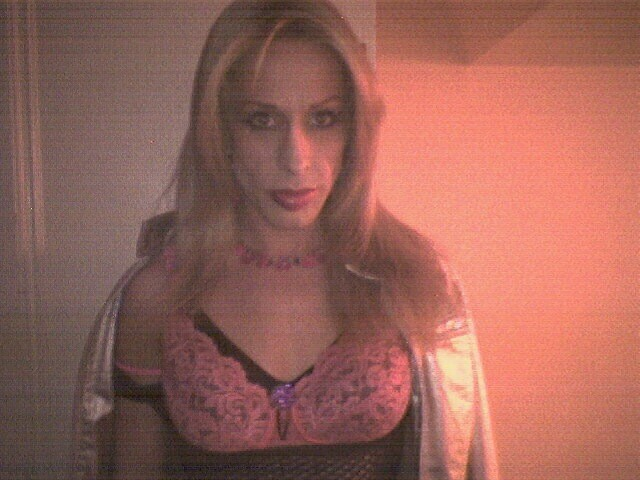
Alexis Arquette nel 2006

Esordì sul grande schermo interpretando un personaggio secondario in Su e giù per Beverly Hills (1986).
Il suo primo ruolo importante fu quello di Georgette, un giovane sensitivo nel film Ultima fermata Brooklyn (1990).
Nella sua carriera ha interpretato una grande varietà di ruoli, che hanno evidenziato la sua eccentricità: dall'universitario gay in Amici per gioco, amici per sesso (1994) allo sfortunato quarto uomo durante una sparatoria in Pulp Fiction (1994) al musicista Boy George in Prima o poi me lo sposo (1998) all'ammiratore goth di una serial killer nell'horror La sposa di Chucky (1998) e il problematico imperatore Caligola in un episodio del telefilm Xena.
Solo dopo aver ottenuto il successo come uomo, rese pubblico il suo desiderio di transizionare e sottoporsi alla chirurgia di riassegnazione del sesso. Dichiarò che la sua identità di genere era femminile.
Nel 1995 vestì i panni della drag queen Eva Destruction nel film Wigstock: the movie (1995), documentario sull'Outfest di New York.
Inoltre fu animatrice di diverse serate come drag queen, utilizzando il nome Eva Destruction.
Morì l'11 settembre 2016, all'età di 47 anni, per arresto cardiaco causato da miocardite: aveva contratto l'HIV 29 anni prima (nel 1986 a 18 anni).

## Filmografia parziale
- Ultima fermata Brooklyn, regia di Uli Del (1989)
- Miracolo a Santa Monica (Miracle Beach), regia di Skott Snider (1992)
- Uomini e Topi (Of Mice and Men), regia di Gary Sinise (1992)
- Pulp Fiction, regia di Quentin Tarantino (1994)
- A volte ritornano ancora (Sometimes They Come Back...Again), regia di Adam Grossman (1996)
- Le cose che non ti ho mai detto (Cosa que nunca te dije), regia di Isabel Coixet (1996)
- La sposa di Chucky (Bride of Chucky), regia di Ronny Yu (1998)
- Prima o poi me lo sposo (The Wedding Singer), regia di Frank Coraci (1998)
- Kiss Me (She's All That), regia di Robert Iscove (1999)
- Insieme per forza (Blended), regia di Frank Coraci (2014)